# Anthony Martial
Anthony Martial (* 5. prosince 1995 Massy) je francouzský profesionální fotbalista, který hraje na pozici útočníka či křídelníka za řecký klub AEK Athény a za francouzský národní tým.
V letech 2012 až 2013 působil v klubu Olympique Lyon, následně přešel k AS Monaco FC, kde hrál do roku 2015, kdy přestoupil do Manchesteru. Za rok 2015 získal ocenění Golden Boy pro nejlepšího hráče do 21 let v Evropě, které uděluje italský deník Tuttosport. Svým stylem hry bývá přirovnáván k bývalému francouzskému reprezentantovi Thierry Henrymu.

## Klubová kariéra

### Olympique Lyonnais
První klub, ve kterém hrál, byl CO Les Ulis, kde hrál od roku 2001. Když mu bylo 14 let, tedy v roce 2009, spatřili ho manažeři z klubu Olympique Lyonnais a ještě ten rok do klubu nastoupil. Během druhé sezóny v týmu pod 17 let vstřelil 32 gólů ve 21 hrách, což vyústilo tím, že se účastnil Ligy mistrů UEFA v týmech pod 17 let ve Slovinsku.

### AS Monaco
Dne 30. června 2013 podepsal smlouvu na tři roky s AS Monaco za 5 milionů eur. Přesto si ale za tento klub poprvé zahrál až 24. listopadu toho roku, nedlouho před jeho 18 narozeninami. V zápasu nahradil Radamela Falcaa v 63. minutě. V tomto zápasu ale gól nevstřelil, jeho první gól pro AS Monaco přišel až o 6 dní později, na zápase proti Stade Rennais, kde jeho tým vyhrál 2:0. V prosinci 2013 si ale vymkl kotník při zápase proti Valenciennes, což na chvilku narušilo jeho kariéru. Brzy se ale zotavil a hned nato, dne 27. ledna, prodloužil smlouvu s AS Monaco až do roku 2018. Další sezónu vstřelil za svůj tým několik gólů, přesto většinou seděl na střídačce. Dne 26. června znovu prodloužil smlouvu s týmem, tentokrát do roku 2019. Dne 4. srpna 2015 Martial vstřelil svůj první gól v evropské soutěži, v domácím zápase proti BSC Young Boys v třetím předkole Ligy mistrů UEFA 2015/16. Přestože měl s AS Monaco smlouvu až do roku 2019, již v září 2015 přestoupil do Manchesteru United.

### Manchester United
1. září 2015 podepsal čtyřletou smlouvu s opcí na prodloužení s anglickým klubem Manchester United, kam přestoupil za 36 milionů liber, čímž se stal historicky nejdražším -náctiletým fotbalistou. V anglické Premier League debutoval 12. září 2015 proti Liverpool FC, gólem přispěl k výhře 3:1.  I přes bídné výkony, které Wayne Rooney v sezóně 2015/16 předváděl, dostával Rooney na pozici útočníka přednost a Martial hrál na pozici ofenzivního záložníka, kde nemohl naplno využít silných stránek, např. hry zády k brance.

## Reprezentační kariéra
Martial nastupoval za francouzské mládežnické reprezentace.
V A-mužstvu Francie debutoval 4. 9. 2015 v přátelském zápase v Lisabonu proti domácí reprezentaci Portugalska (výhra 1:0).

## Osobní život
Narodil se v Massy v roce 1995. Má o čtyři roky staršího bratra Johana, který také hraje fotbal. Oba sourozenci hráli fotbal již v nízkém věku. Anthony od roku 2001, kdy mu bylo 6 let, hrál v klubu CO Les Ulis. Jeho další bratr Dorian hraje také za CO Les Ulis.